# جيموه أليو
جيموه أليو، (11 نوفمبر 1939 - 17 سبتمبر 2020)، المعروف أيضًا باسم أوورو، كان كاتبًا مسرحيًا ونحاتًا وكاتبًا سينمائيًا وكاتبًا مسرحيًا ومخرجًا نيجيريًا.

## حياة سابقة
ولد في 11 نوفمبر 1939 في مدينة أوكيميسي الواقعة في ولاية إيكيتي جنوب غرب نيجيريا.
كان والده، أليو فكويا، كاهنًا ينحدر من أوكي-إيميسي بينما تنحدر والدته من إيلورو-إيكيتي.

## حياته المهنية
بدأ أليو التمثيل في عام 1959 عندما قام أكين أوجونجب، وهو كاتب مسرحي نيجيري، بزيارة مسقط رأسه. وفي نفس العام انضم إلى فرقة أكين أوجونجب المسرحية حيث اكتسب بعض الخبرة في الدراما. في عام 1966 وبعد أن أمضى سبع سنوات مع فرقة أوجونجب، أسس «حفلة جيموه أليو الموسيقية»، وهي مجموعة مقرها إيكاري في ولاية أوندو جنوب غرب نيجيريا.
انضم لاحقًا إلى الجيش النيجيري في عام 1967 لكنه تقاعد في عام 1975 بهدف التركيز على الدراما وكذلك الترويج لفنانين مستقلين تحت منصة مجموعة «جيموه أليو» الثقافية. كان قد أنتج العديد من المسلسلات الدرامية التلفزيونية.

## وفاته
توفي أليو في مستشفى جامعة ولاية إكيتي التعليمي في 17 سبتمبر 2020 بعد فترة مرض قصيرة. وكان عمره 80 سنة.